# Institut polytechnique de Grenoble
Het Institut polytechnique de Grenoble (INP) is een hogeschool en onderzoeksinstituut gesticht in 1900 in de Franse stad Grenoble. Het is erkend als grand établissement waarbij de instelling ook lid is van de Conférence des grandes écoles. Sinds 2016 is het instituut opgenomen in het geheel van de koepel Université Grenoble-Alpes.
In 1987 richtte de school in samenwerking met de Grenoble École de Management "Formatech" op: een vorming waarin een combinatie van wetenschappelijke en managementsgerichte vakken werden aangeboden.

## Personaliteiten
De hogeschool mocht Louis Néel, natuurkundige en Nobelprijswinnaar, tot zijn docentencorps rekenen. Tot de alumni behoorden onder meer Joseph Sifakis, Charles Elachi en Jean-Jacques Favier.
Aalborg ·
Aken ·
Barcelona ·
Belgrado · 
Berlijn · 
Boedapest · 
Boekarest · 
Braunschweig · 
Brno ·
Darmstadt ·
Delft ·
Dresden ·
Dublin ·
Enschede · 
Gdańsk · 
Gent ·
Glasgow · 
Göteborg ·
Graz ·
Grenoble ·
Guildford · 
Haifa ·
Hannover ·
Helsinki ·
Istanboel ·
Karlsruhe ·
Kaunas ·
Lausanne ·
Leuven ·
Lissabon ·
Lissabon NOVA ·
Louvain-la-Neuve ·
Lund · 
Lyon ·
Madrid ·
Milaan ·
Parijs-Saclay ·
Parijs ParisTech ·
Porto ·
Poznań ·
Praag ·
Riga ·
Sheffield · 
Stockholm ·
Stuttgart ·
Tallinn ·
Tomsk ·
Trondheim ·
Turijn ·
Valencia ·
Warschau ·
Wenen ·
Zürich